# 비디오랜

비디오랜 프로젝트의 일반 로고

비디오랜(VideoLAN)은 동영상 및 기타 미디어 포맷을 재생하기 위해 소프트웨어를 개발하는 비영리 단체이다. 처음에 미디어 스트리밍을 위한 2개의 프로그램인 비디오랜 클라이언트(VideoLAN Client, VLC)와 비디오랜 서버(VideoLAN Server, VLS)를 개발하였으나 VLS의 기능들 대부분은 VLC로 통합되면서 이름이 VLC 미디어 플레이어로 변경되었다.
비디오랜 프로젝트는 프랑스의 에콜 상트랄 파리의 학생의 열의로 시작되었으나 자유 소프트웨어/오픈 소스 GNU GPL로 소프트웨어가 배포된 이후 이 프로젝트는 현재 40개국을 아우르는 개발팀과 함께 다국적인 프로젝트로 존재한다. 이 프로젝트는 2009년부터 비영리 단체를 구성하면서 에콜 상트랄 파리와는 완전히 별개의 프로젝트이다.
비디오랜 비영리 단체의 현 사장은 Jean-Baptiste Kempf이며 프로젝트의 개발자들 가운데 한 명이기도 하다.

## 프로젝트

### VLMC
VLMC(비디오랜 무비 메이커, VideoLAN Movie Creator)는 VLC 미디어 플레이어 기반의 크로스 플랫폼의 비선형 동영상 편집 응용 소프트웨어이다. 이 소프트웨어의 개발은 초기 단계이다. 최신 버전은 2014년 10월 30일 출시된 0.2.0으로, GPLv2 라이선스로 배포된다.

### VLS
VLS(비디오랜 서버, VideoLAN Server) 프로젝트는 처음에 비디오 스트리밍을 위한 서버로 사용할 것을 염두에 두고 개발되었다. 그 뒤로 VLC 프로젝트에 병합되면서 VLS의 이용은 권고되지 않고 있다.

## 같이 보기
- 구글 비디오 – 미디어 플레이어 웹 브라우저 플러그인에 비디오랜 기술을 사용함.[7]